# 比哈爾人
比哈爾人（波斯語：‎，拉丁語： 發音ⓘ）是一個從印度比哈爾邦發跡的印度-亞利安民族，其歷史悠久，可追溯至三千年前。現今的比哈爾人為一跨境民族，大部分分布在印度，然而部分人也散居在巴基斯坦、孟加拉、模里西斯等國家，2011年總人口數為1.05億人。
比哈爾人主要的語言為比哈爾語，然而印地語和烏爾都語作為官方用語(教育與軍事用途)。比哈爾人大多信仰印度教，部分信仰伊斯蘭教，小部分人則信仰錫克教、基督教、佛教、耆那教和巴哈伊教。

## 民族分佈、人口與語言

### 民族分布、人口
總人口數約1.05億(2011)，主要分布在印度（尤其比哈爾邦），跨境分布巴基斯坦、孟加拉、模里西斯等國家，另有少部分比哈爾人散居在尼泊爾。
| 國家           | 人口數(2011) |
| -------------- | ------------ |
| 印度           | 1.03億       |
| 孟加拉         | 88萬         |
| 巴基斯坦       | 200萬        |
| 模里西斯       | 120萬        |
| 圭亞那         | 75萬         |
| 斐濟           | 31萬         |
| 千里達及托巴哥 | 46萬         |
| 蘇里南         | 18萬         |

#### 散居的比哈爾人

##### 尼泊爾
大多數的比哈爾人移往尼泊爾是為了尋求更好的就業機會、基礎建設和經濟環境，第一批比哈爾人移往尼泊爾始於18世紀，因為尼泊爾的語言環境和生活方式對使用邁蒂利語的比哈爾人是相對友善、容易適應的環境，他們多生活在南方台拉地區。

##### 孟加拉與巴基斯坦
二戰結束後，印度獨立。當時英國駐印度的總督蒙巴頓按境內印度教徒和穆斯林的分佈，提出了把印度分為印度和巴基斯坦兩個國家。於是留在印度境內的穆斯林就大批遷往巴基斯坦，在巴基斯坦的印度教徒則遷往印度，兩國開始分治。1947年的印巴分治，把孟加拉分割。西孟加拉歸印度，東孟加拉（亦即東巴基斯坦）歸巴基斯坦。而印度比哈爾邦內，那些講烏爾都語的比哈爾穆斯林，就移到當時的東巴基斯坦（現今的孟加拉）。後來東西巴發生內戰，而當時住在東巴的比哈爾人，因為來自印度，故在內戰期間就支持西巴。（主張堅持統一，以卡拉奇為首都，及採用烏爾都語為巴基斯坦的國語等意見）1971年，東巴獨立成為孟加拉，而這些比哈爾人就開始了長達三十多年的惡運，他們成了不受歡迎的人，沒有身份，被稱為 「上不了岸的巴基斯坦人」。大約有二十五到五十萬的比哈爾人住在六十六個集中營，由於沒有身份，許多都沒有工作機會。 這些沒有身份的比哈爾人，不論在孟加拉或巴基斯坦，都享受不到教育、職業訓練、政治、醫療照顧、遊行等權利而被歧視。

##### 模里西斯
十九世紀，大批比哈爾人以契約勞工身分到模里西斯的甘蔗和橡膠園工作。時至今日，這些比哈爾人的後裔仍然居住在這些國家，但已不再是工人，有些成為了出色的商人和政治家。據統計，在模里西斯的印度人大多來自比哈爾邦，而模里西斯歷來首相大多為比哈爾人。

### 語言
印地語和烏爾都語作為國家的官方語言（官方與教育用途）ref>History of Indian languages</ref>，然而大多數比哈爾人使用比哈爾語。
比哈爾語是印度-雅利安語支語言的合稱。ISO 639-1代碼為 bh （页面存档备份，存于）。
比哈尔语之下有10多种语言，包括
- 昂加语（anp）——（印度）
- 博杰普尔语（bho）——（印度）
- Caribbean Hindustani 加勒比海国家印度斯坦语（hns）——（蘇里南）
- Kudmali 库马利语（kyw）——（印度）
- 摩揭陀语（mag）——（印度）
- 迈蒂利语（mai）——（印度）
- 摩傑语（英语：Majhi language）(language) （mjz）——（尼泊爾）
- 萨德里语（sck）——（印度）
- Oraon Sadri 奥隆-萨德里语（sdr）——（孟加拉）
- Surajpuri 素拉杰普尔语（sjp）——（印度）
- Musasa 穆萨斯语（smm）——（尼泊爾）
- Panchpargania 潘奇帕尔干语（tdb）——（印度）

## 地理環境
比哈爾邦位於印度東北部，接壤尼泊爾，面積94,163 平方公里（36,357 平方英里，為印度第十三大洲。總人口103,804,637(2011)，為全國第三多人口的邦；人口密度為1,102/平方公里（2,850/平方英里）。首都和最大城市為巴特那。相傳是佛教發源地。值得一提的是，這裡是全印度婆羅門與賤民互鬥最嚴重的地方。

比哈爾邦(紅色區塊)

### 地形
比哈爾邦傳統上分為北部恆河平原和南部恆河平原。
北部恆河平原從特萊地區自北向南一直延伸至恆河北岸。它包括特爾胡特、薩蘭、達爾彭加以及科西等地區。在地勢上，它自北向南逐漸升高。恆河自西向東流經這片平原的南端。
平原的北部和西北部地區，地形開始出現起伏，這片沖積平原呈現出了丘陵的地貌特徵，它由一連串低矮的山丘組成。這些山丘腳下是廣袤的平原，無數向南或向東流淌的山溪滋潤著這片土地。山丘下的土壤中沒有岩石，因此能夠保留住水分，使農作物能茂盛地生長。
南部恆河平原是沖積而成的淺灘，半島狀的邊緣參差不齊，布滿灌木和裸露岩石的島上聳起了許多岩石叢生的小山丘。宋河繞過岩石地帶，在西部形成一處廣袤的三角洲地帶。這段衝擊地帶寬約137公里。

### 氣候
每年11月初當地進入寒冷的季節，一直持續到來年三月中旬。隨後炎熱的天氣接踵而至，直到6月中旬。不久后雨季來臨，一直持續到9月末。冬季當地天氣溫暖晴朗。每年11月，比哈爾邦各地氣溫適宜，通常介於19.6-22.2℃之間。一月是比哈爾地區一年中最冷的月份。當地每年的最高氣溫一般出現在5月，它是比哈爾邦一年中最炎熱的月份。
與印度北部其它地區類似，比哈爾邦在夏季也會遭遇沙塵暴、雷暴以及揚沙天氣的侵襲。雨季於每年6月開始，而7月和8月為當地降雨量最多的月份。從南向北吹的季風通常會在10月的第一周從比哈爾地區撤離。

## 歷史沿革
「比哈爾」一名是從維哈爾變來。維哈爾原是巴特那的一個古城，現在名叫比哈爾·夏立夫。在古代，這座城曾經是一個王國的京城。公元9世紀時，城裡修建了一座維哈爾廟（佛教寺院），從此以後，該城的名字就改稱維哈爾，後來整個地區都叫維哈爾，即比哈爾。。
比哈爾邦古代有4個王國，即維戴赫國、梨奇維國（李查維）、恩格國和摩揭陀國。摩揭陀國位於比哈爾邦中部，直到中世紀初還存在。維戴赫國位於現在的比哈爾邦北部，即古代的迪爾普格蒂地區。現在該地區叫迪爾胡特。維戴赫國的京城是密蒂拉。恩格國則位於比哈爾邦東部的摩哈南達河岸一帶。
比哈爾邦擁有悠久的歷史，印度教最早期的神話傳說與比哈爾邦息息相關。相傳，羅摩王的妻子悉多便出生在比哈爾邦的悉塔馬里，因此印度史詩《羅摩衍那》最初的作者蟻蛭居住在古時的比哈爾地區便不足為奇了。喬達摩王子正是在現今比哈爾邦的菩提伽耶悟道成佛。
這裡還是耆那教創始人大雄出生和涅槃的地方，位於現在比哈爾邦首府巴特那附近的帕瓦普里。錫克教第十代、也是最後一位祖師哥賓德·辛格出生在巴特那。位於巴特那市區東部紀念哥賓德·辛格祖師的哈爾曼地爾神廟，是一座既精緻又莊嚴的錫克教廟宇，它被當地人虔誠地稱作巴特那神廟，是錫克教五大朝覲聖地之一。
古老的摩揭陀國及離車國（公元前7-8世紀）統治者所創立的政體制度成為現代國家治理手段的鼻祖。歷史上最早的經濟和政治學論著《政事論》的作者考底利耶便生活在這裡。考底利耶又名那迦，他曾擔任摩揭陀國孔雀王朝月護王的國師和重臣。作為月護王的使臣，考底利耶為了維護王國的利益出使了遠近很多地方，並奉命與駐紮在印度北部的印度河谷的希臘侵略者進行周旋。他最偉大的功績在於促成了希臘人和孔雀王朝之間的和平共存。麥伽斯提尼是亞歷山大大帝的部將塞琉古·尼克托所建的塞琉古王國的使者，他於公元前302年前後居住在華氏城（巴特那的舊稱，當時為孔雀王朝的都城）。他關於華氏城的見聞筆記是印度歷史上記載的首部由外國人所撰寫的見聞札記。他用詳實鮮明的文字描述了公元前5世紀左右，在宋河和恆河交匯處的華氏城中繁榮興盛的社會生活。
孔雀王朝的皇帝阿育王是印度歷史上第一個明確頒布法典的帝王。阿育王將法令文告頒刻在石柱上，這些石柱遍布在王國的各個地方。石柱的頂端雕刻著蹲坐在輪盤基座上的獅子雕像；獅子象徵力量，而輪子則代表著永恆的真理（或佛法），因此它們又被稱為「法輪」。1947年，雄踞於飾法輪雕刻基座上的獅子圖案被採納為印度共和國國徽。另外，阿育王的「法輪」圖案也成為印度國旗的組成圖案。時至今日，只有少數石柱保留了下來，其中包括位於西查姆帕蘭的勞里亞南丹加爾以及現今吠舍厘的阿育王石柱。
另外，阿育王被稱為這一時代的秦始皇、托勒密和歐幾里德，他是一位偉大的征服者
。他統治的帝國疆域向西延伸至現在的巴基斯坦西北邊省，北至如今印度的東部邊境，南至溫迪亞山脈。另外，阿育王還積極宣揚和傳播佛教。
中世紀時期，比哈爾邦喪失了作為印度政治和文化中心的地位。然而，這個時期孕育了阿富汗國王舍爾沙。這位出身於莫卧兒皇帝巴布爾統治時期的普什圖人貴族，以瑟瑟拉姆為根據地，兩度打敗了胡馬雍（巴布爾之子），其中一次在喬恩薩，另一次則在卡瑙季（曲女城）。通過不斷的征服戰爭，舍爾沙所統治的疆域一直擴展到旁遮普地區。
舍爾沙既是一個殘暴的武士，又是一位尊貴的國王。他繼承了阿育王以及笈多王朝國王的統治方略，還頒布實施了數部關於土地改革的法令。現在在瑟瑟拉姆，人們仍可以看到他為自己修建的陵墓遺址。另外，他還修建了一條連接印度東部和西北部的主幹道。
比哈爾邦在印度爭取民族獨立運動過程中發揮了重要的作用。聖雄甘地正是在查姆帕蘭地區發起了著名的「不合作運動」，它成為印度民族獨立運動的重要組成部分。印度共和國首任總統拉金德拉·普拉沙德便來自比哈爾邦。
1912年，比哈爾和奧里薩從孟加拉分離出來，組合成一個獨立的邦。後來根據1935年印度政府令，奧里薩成為一個獨立邦，而比哈爾邦也成為一個新的行政單位。
1956年，比哈爾邦東南部地區分離出來成為西孟加拉邦。2000年，賈坎德也從比哈爾邦分離出去成為印度的一個新邦。

## 社會、家庭與婚姻

### 社會
比哈爾邦在全印度算是窮困、政治腐敗、社會保守、治安欠佳的一個地區，人均收入低於大多數印度省分，社會上婆羅門與賤民惡鬥，種姓階級制度保守，暴力事件頻傳。近年來印度政府正努力改善當地機屬建設，並且致力於打擊犯罪、貪腐，以期提升治安。

#### 種族攻擊
印度最大規模的種族攻擊是對比哈爾人的攻擊。印度中央政府非常忽視比哈爾邦的社會福利和經濟發展，而在20世紀90年代，邦政府被指嚴重腐敗，因此，比哈爾邦在有經濟增長率方面比印度其餘地區低，不少比哈爾人遷到印度其他地區找工作；而比哈里的農民工亦受到越來越多的種族歧視、偏見和暴力，他們往往因口音而被嘲笑。在2000年和2003年，反比哈里人的暴力導致200人死亡，而在東北部各州如阿薩姆邦、曼尼普爾邦和那加蘭邦也出現針對比哈里人的種族攻擊，導致數百比哈里人死亡，數千人流離失所。
近年來，印度出現了對印度東北部人口的歧視，他們因特有的臉部和眼睛外觀受到虐待和騷擾；在印度東北部亦有對其他種族的暴力攻擊。
來自其他國家的人也有因他們的國籍和膚色被印度人歧視，特別是非洲人。一些非洲留學生因此受到影響，亦有些外國人被剝奪住宿。

### 家庭與婚姻
根據印度衛生部在2010年的一份調查顯示，近一半印度婦女在未滿十八歲前出嫁。然而這種早婚現象其中以比哈爾邦最為嚴重，約77%婦女在未滿十八歲前出嫁，而這些婦女大多是由父母包辦婚姻，因而產生很多社會問題。比哈爾女性地位低賤，因為無法婚姻自主，時常有婆家因為嫁妝不夠而虐待媳婦，或追打私奔媳婦等等的社會問題發生。

## 產業與生活

### 產業
比哈爾邦以農業為主，工業、旅遊業為輔。同時也是主要礦產地，產雲母、煤、銅。

#### 農業
土地和人口是比哈爾邦最主要的資源。農業在比哈爾邦經濟中占統治地位，該邦82％的人口居住在農村地區。比哈爾邦總面積約936萬公頃，794.6萬公頃的總農業面積中，純耕地面積達560.3萬公頃。
總農業面積中通過不同水源得到灌溉的有438.6萬公頃，其中純耕地面積為335.1萬公頃。比哈爾邦的土地十分肥沃，盛產多種農作物。
當地的主要糧食作物包括稻穀、小麥、玉米以及豆類，主要的經濟作物包括甘蔗、馬鈴薯、煙草、油料作物、洋蔥、辣椒、黃麻、鷹嘴豆等。平均糧食產量為每公頃1480公斤，而印度全國每公頃土地的平均產量為1546公斤。比哈爾邦鼓勵農民出口芒果、荔枝、香蕉等新鮮水果以及蔬菜、園藝產品、絲綢等產品。
比哈爾邦的水量足夠灌溉1025萬公頃土地，其中535.3萬公頃可以通過大型和中型灌溉設施澆灌，489.7萬公頃可以通過小型灌溉設施澆灌。目前通過大型和中型設施灌溉的耕地面積達268萬公頃，而通過小型設施灌溉的耕地面積達225.1萬公頃。比哈爾邦的森林面積達6764平方公里，佔全邦總面積的7.1%。

#### 工業
比哈爾邦的工業多以農業為基礎。當地以農業為基礎的不同規模的工業企業包括布克薩爾、布爾尼亞以及阿拉里亞等地的碾米廠，布爾尼亞、布克薩爾、薩蘭、撒馬斯提布爾和巴特那等地的糖廠以及位於阿拉里亞、布爾尼亞、布克薩爾和蒙吉爾等地的食用油加工廠。首府巴特那附近的哈吉布爾建有一座出口促進工業園。
該園區集中了大量以農業為基礎的工業企業以及食品加工企業。工業園與印度全國所有主要的工商業中心聯通暢達。巴特那還擁有一座軟體技術園，它的基礎設施一流，提供世界級的休閑設施和完善的設施管理。

#### 旅遊業
旅遊業是比哈爾邦地方經濟中最重要的行業之一。比哈爾邦擁有大量有待開發的旅遊資源，當地政府目前正在採取改善基礎設施以及擴大比哈爾邦知名度等措施，以振興當地的旅遊業。每年大約有24,000,000人次拜訪比哈爾邦
遊客在比哈爾邦不僅可以了解豐富多彩的印度歷史和文化，還可以欣賞到當地迷人的自然風光和野生動物。另外，為了推動健康旅遊，比哈爾邦政府宣布分別在王舍城和菩提伽耶建立了兩座印度傳統的阿育吠陀醫療康復中心。

### 服飾
男性傳統服飾為dhoti和kurta)，然而西方的長褲和襯衫正流行於城市和鄉村。女性的傳統服飾為ghagracholi，通常僅限於民間舞蹈或慶祝場合，被視為傳統禮服；日常則穿著紗麗。

### 美食
比哈爾料理因為受到佛教和印度教非暴力、不殺生的價值觀影響，大部分是素食的，不吃雞蛋、雞肉、魚和其他肉類產品。然而也有葷食料理，大多是雞肉、羊肉和魚(因為比哈爾邦有很多河流分布)。
至於乳製品則是全年經常食用，包含優格、酸奶。
比哈爾料理與北印度其他邦的佳餚類似，但也受到其他東印度菜的影響(例如孟加拉菜)。

## 信仰與節日

### 信仰
雖然比哈爾邦曾為佛教聖地，然而現今的比哈爾人大多數信仰印度教，其次人口信仰伊斯蘭教（以分布在巴基斯坦、孟加拉的比哈爾穆斯林為主），小部分人口信仰錫克教、基督教、佛教、耆那教、和 巴哈伊教。

### 節日
- 牲畜節：牲畜節是比哈爾邦的松布爾的傳統民間活動，每年印度曆８月月圓之日開始，持續二十多天。歷史上的牲畜節是印度人買賣各種牲畜的交易大會。來自印度各地甚至是國外的牲口販子都聚集在牲畜節上販賣牲畜。今天，牲畜節成為帶有宗教色彩節日，在節日中要舉行許多宗教儀式，許多外國遊客也前來參觀。[36]

## 藝術與文學

### 建築
印度孔雀王朝早期的建築和藝術品多為木製。木材成為孔雀王朝時期最基本的建築材料。古華氏城內的柱子和防禦工事均為木製，它們體現了較高的工藝水平。
一系列現存的多柱式殿堂中豎立著很多木製圓柱，圓柱纏繞著飾有金銀花鳥圖案的浮雕鏤金藤索。當莊嚴華麗的石砌紀念建築於孔雀王朝時期開始在比哈爾出現時，原來的建築形式逐漸開始發生變化。
古代摩揭陀國統治時期，人們開始使用燒制的磚和石灰建造房屋。當時的房屋均建有柱子、窗戶以及樓梯。《本生經》中隨處可以看到關於古摩揭陀國時期的城鎮、宮殿和樓亭的記載。加固的城池和宮殿四周建有帶城門和望塔的高牆，外面圍有護城河。孔雀王朝統治時期，城內建有規劃完善的街道，不同社會階層的人們分區而居。
佛塔成為比哈爾建築的重要組成部分。「Stupa」一詞原意指「高高聳立的東西」，後來這個辭彙專指保留佛祖遺物的佛教建築。印度石雕藝術開始於孔雀王朝時期之前。這些雕像展現了當時的民間藝術，其創作靈感來源於人們對男女夜叉、蛇神、乾闥婆、飛天神、土地神及水神等印度眾神靈的崇拜。
最精美的阿育王柱是位於查姆帕蘭地區的勞里亞獅雕石柱。它包括一根高達10.1米的用砂岩打磨而成的柱身以及一個高約2.13米的柱頭。阿育王的法令被刻在奧里薩邦的幬里山以及比哈爾邦瑟瑟拉姆附近的一座小山的岩石上。
位於距巴特那以西29公里的馬內爾的馬格杜姆·沙·道拉特陵墓，令人想起了歷史上德里和阿格拉地區莫卧兒王朝時期的建築。陵墓設計者成熟的藝術品味體現在陵墓精美的雕刻上。
以多利克式和愛奧尼亞式柱子為特色的巴特那學院是目前保存下來的中世紀建築，這種建築風格是由荷蘭商人帶到印度巴特那的。班科布爾和帕德利科哈維里地區的建築物多為哥德式建築。著名的糧倉戈爾伽爾建於1786年，是一座風格獨特的建築。

### 文學
比哈爾邦造就了一批使用印地語的作家，包括Raja Radhika Raman Singh、Shiva Pujan Sahay, Divakar Prasad Vidyarthy、Ramdhari Singh、Ram Briksh Benipuri、Phanishwar Nath、Gopal Singh、Baba Nagarjun和同時身為佛教學者的Mahapandit Rahul Sankrityayan。Hrishikesh Sulabh是新一世代的著名短篇小說家、劇作家和戲劇評論家。Arun Kamal和Aalok Dhanwa則是著名詩人。
除了印地語，比哈爾另有一批使用比哈爾語、孟加拉語、英語等創作的優秀作家。

## 現況

### 社會
比哈爾邦的教育和社經環境相對整體印度仍有待加強；HDI指數為0.41(2011)，偏低，於全印度的邦排名為第27名；識字率男女分別為73.4%和53.3%，整體平均63.4%，全印度邦排名第28名。

### 經濟
比哈爾邦以農業為主，其農業產出占其邦GDP的90%。根據統計部2008年2月的數據統計，2006-07財年比哈爾邦GDP約為236億美元，較前一年相比增長達到18.28%。從2004年到2007年，比哈爾邦的GDP增長了22%。比哈爾邦是印度北部印地語地區經濟新興邦之一，人均收入148美元。
| 印度全國  | 巴特那    | 班加羅爾  | 孟買      | 德里      | 加爾各答  | 海德拉巴  |
| --------- | --------- | --------- | --------- | --------- | --------- | --------- |
| Rs 22,946 | Rs 31,441 | Rs 29,394 | Rs 40,768 | Rs 43,155 | Rs 27,868 | Rs 28,768 |

- 單位為印度盧比

#### 主要經濟走向
下表是表示比哈爾邦邦內生產總值由印度統計和計畫部門所公佈的資料，單位為百萬印度盧比。
| 年份   | 比哈爾邦邦內生產總值 |
| ------ | -------------------- |
| 1980年 | 73,530               |
| 1985年 | 142,950              |
| 1990年 | 264,290              |
| 1995年 | 244,830              |
| 2000年 | 469,430              |
| 2008年 | 568,450              |

^  包括賈坎德邦，為2000年11月15日脫離比哈爾邦，成為印度第28邦。
比哈爾邦有三個機場, 其中兩個是國際機場（Jay Prakash Narayan Airport和格雅机场）。比哈爾邦大多數城市都有鐵路相連，並通過鐵路和印度其他地方相通，如德里、加爾各答和孟買。

### 政治
根據印度憲法，比哈爾邦名義上的邦首腦是由印度總統任命的邦長，實際行政權力由首席部長領導的邦內閣掌握。邦長任命在立法會中占多數席位的政黨或政黨聯盟首腦為首席部長，並根據首席部長的建議任命邦內閣成員，邦內閣向邦立法會負責。
比哈爾邦現任首席部長是Nitish Kumar，2005年接替Rabri Devi上任。 
比哈爾邦在印度爭取獨立的鬥爭過程中發揮了重要作用。目前，比哈爾邦有兩個主要的政治團體：全國民主聯盟（National Democratic Alliance）; 印度國大黨（Indian National Congress）。

## 著名人士
來自比哈爾邦的各界著名人士

### 古代人物
- 阿耶波多
- 阿育王
- 考底利耶
- 旃陀罗笈多
- Gonu Jha
- 戈賓德·辛格
- 沙摩陀罗·笈多
- 舍尔沙
- Vātsyāyana
- Veer Kunwar Singh

### 愛國人士與獨立運動份子
- Babu Kunwar Singh
- 拉金德拉·普拉萨德
- Sri Krishna Singh

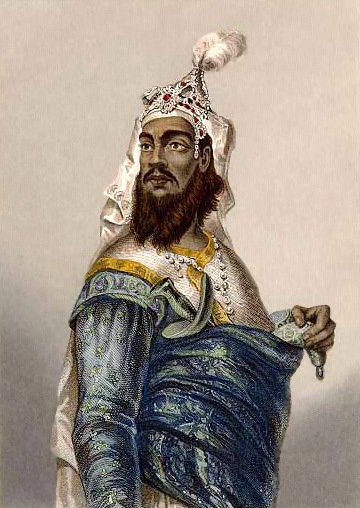
Kunwar Singh的肖像

- Anugrah Narayan Sinha
- 贾雅普拉卡什·纳拉扬
- Jagjivan Ram
- Swami Sahajanand Saraswati
- Syed Hasan Imam
- Baikuntha Shukla
- Karyanand Sharma
- Satyendra Narayan Singh
- Basawon Singh (Sinha)
- Yamuna Karjee
- Yogendra Shukla
- Mulana Mazharul Haque
- Sheel Bhadra Yagee
- Yadunandan Sharma
- Rambriksh Benipuri
- Ganga Sharan Singh (Sinha)
- Ram Narain Sharma
- Maghfoor Ahmad Ajazi
- Radhanandan Jha

### 作家與學者
- Swami Sahajanand Saraswati
- Ram Sharan Sharma
- Yaseen Anwer
- Bibhutibhushan Mukhopadhyay
- Balmiki Prasad Singh
- Vidyapati
- Ramdhari Singh 'Dinkar'
- Ramvriksh Benipuri
- Devaki Nandan Khatri
- Indradeep Sinha
- Ram Karan Sharma
- Satyapal Chandra
- Mahamahopadhyaya Pandit Ram Avatar Sharma
- Nalin Vilochan Sharma
- Ganganath Jha
- R. K. Sinha
- Birbal Jha
- Ramjee Singh
- Tabish Khair
- Acharya Ramlochan Saran
- Gopal Singh Nepali
- Ramesh Chandra Jha
- Binod Bihari Verma
- Acharya Rameshwar Jha
- Nagarjun
- Acharya Shivpujan Sahay
- Chandeshwar Prasad Narayan Singh
- Amitava Kumar
- Hetukar Jha
- Phanishwar Nath Renu
- 拉文达·普拉巴特

#### 新聞工作者
- Ravish Kumar
- Sweta Singh
- M. J. Akbar

### 著作家

#### 印地語
- Ramdhari Singh 'Dinkar'
- Ramesh Chandra Jha
- Rambriksh Benipuri
- Sahajanand Saraswati
- Gopal Singh Nepali
- Kalanath Mishra
- Nawal Kishore Dhawal

#### 麥蒂利語
- Vidyapati

#### 孟加拉語
- Bibhutibhushan Mukhopadhyay
- Upamanyu Chatterjee

#### 英語

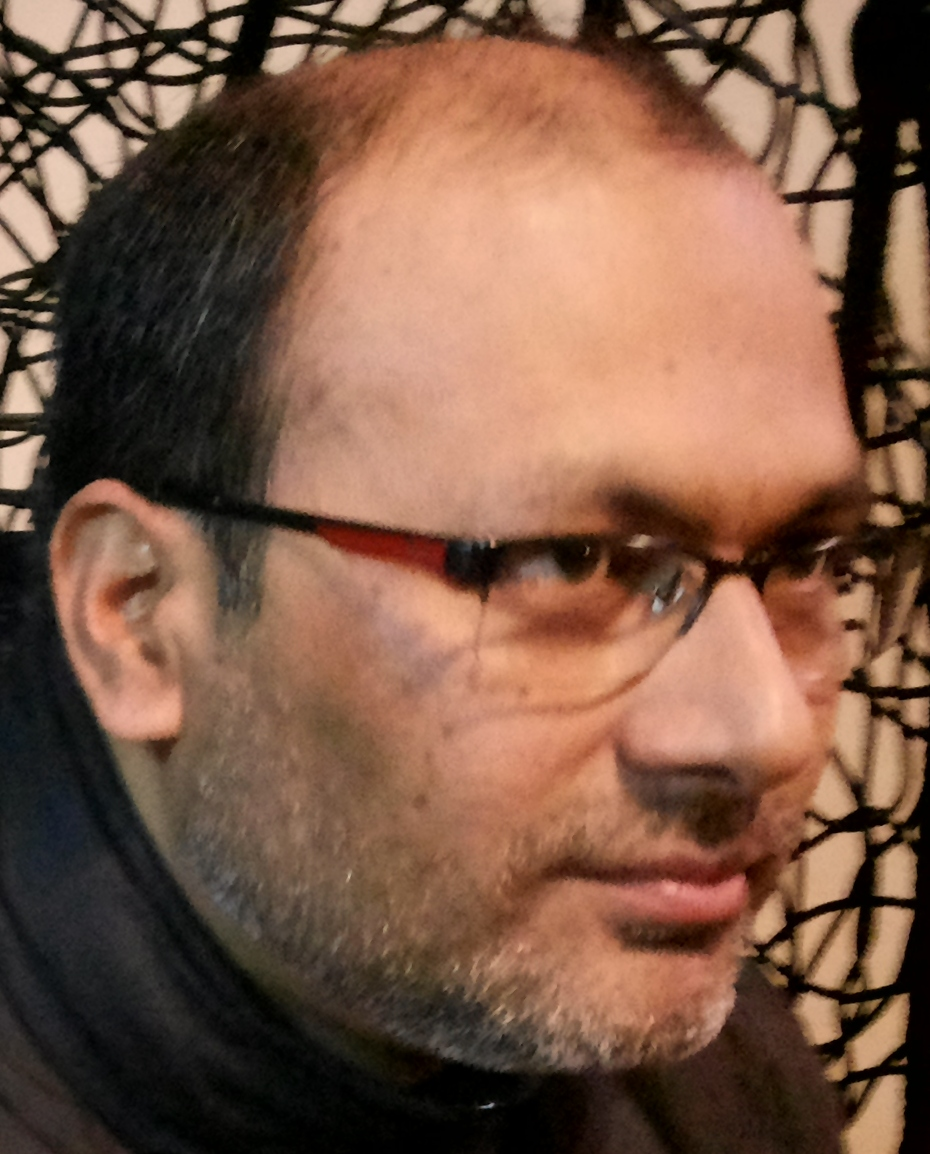
Birbal Jha

- Ram Sharan Sharma
- Raj Kamal Jha
- Satyapal Chandra[42]
- 乔治·奥威尔
- Birbal Jha[43]Birbal Jha

### 國際獲獎者

#### 印度國寶勳章
- Bidhan Chandra Roy
- 拉金德拉·普拉萨德
- 贾雅普拉卡什·纳拉扬
- Bismillah Khan

#### 蓮花裝勳章
- Rashtrakavi Ramdhari Singh 'Dinkar'
- Acharya Shivpujan Sahay
- Bindeshwar Pathak

#### 蓮花士勳章
- Janki Ballabh Shastri
- Sharda Sinha
- Chandreshwar Prasad Thakur
- Seyed Ehtesham Hasnain

#### 傑南皮特獎
- Ramdhari Singh 'Dinkar'

#### 拉蒙·麥格塞塞獎
- 贾雅普拉卡什·纳拉扬

#### 帕奇爾獎
- Ashok Kumar
- Tapan Sinha

### 政要人物

#### 總統
- 拉金德拉·普拉萨德
- 阿内罗德·贾格纳特
- Parmanand Jha

#### 總理

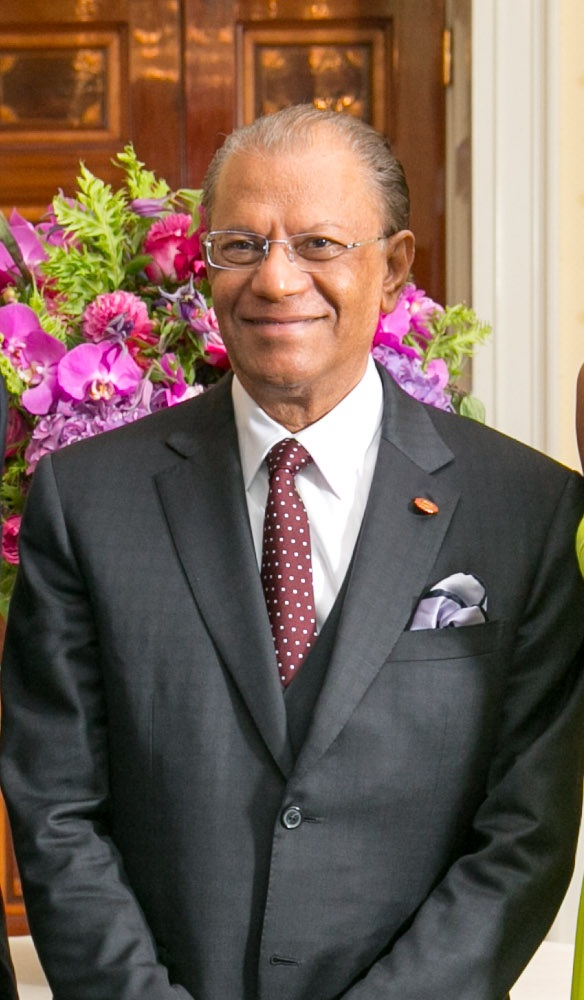
模里西斯現任總理纳文钱德拉·拉姆古兰

- 西沃萨古尔·拉姆古兰
- 阿内罗德·贾格纳特
- 纳文钱德拉·拉姆古兰
- 吉里贾·普拉萨德·柯伊拉腊

#### 檢察長
- L.N. Sinha

#### 州長
- Balmiki Prasad Singh 錫金現任總督
- Nikhil Kumar 喀拉拉邦現任總督
- Rameshwar Thakur 中央邦的前州長
- Chandeshwar Prasad Narayan Singh 旁遮普省的前省長
- Lallan Prasad Singh 阿薩姆邦的前州長
- Ram Dulari Sinha 喀拉拉邦前州長
- Srinivas Kumar Sinha 阿薩姆邦前州長
- Prabhat Kumar 恰爾肯德邦的前州長
- Dinesh Nandan Sahay 恰蒂斯加爾邦的前州長
- Kailashpati Mishra 古吉拉特的前州長

#### 中央銀行總裁
- Lakshmi Kant Jha

#### 人民院發言人
- Bali Ram Bhagat
- Meira Kumar

#### 大法官
- Bhuvaneshwar Prasad Sinha
- Lalit Mohan Sharma

#### 發言人
- Syed Shahnawaz Hussain (印度人民黨)
- Ravi Shankar Prasad (印度人民黨)
- Shakeel Ahmad (國大黨)
- Rajiv Pratap Rudy (印度人民黨)

#### 政治家
- 拉金德拉·普拉萨德
- 贾雅普拉卡什·纳拉扬
- Anugrah Narayan Sinha
- Sri Krishna Sinha
- Jagjivan Ram
- B.P.Mandal
- lalit Narayan Mishra
- Thakur Jugal Kishore Sinha
- Ram Dulari Sinha
- Satyendra Narayan Singh
- Karpoori Thakur
- Daroga Prasad Rai
- Deep Narayan Singh
- Abdul Ghafoor
- Laxmi Narayan Singh
- Chandrashekhar Singh
- Chirag Paswan
- Faz Husain
- Kailashpati Mishra
- Lalu Prasad Yadav
- 尼蒂什·庫瑪爾
- Nikhil Kumar
- Indradeep Sinha
- Digvijay Narain Singh
- Kapildeo Singh
- Bidhu Jha
- Ravi Shankar Prasad
- Gauri Shankar Pandey
- Tarkeshwari Sinha
- Shyam Nandan Prasad Mishra
- Krishna Kumar Mishra
- Srinivas Kumar Sinha
- 亞舒旺特·辛哈
- Prabhat Jha
- Sanjay Nirupam
- Mohammad Yunus
- Nawal Kishore Dhawal
- Ranjit Kumar Gupta

### 演藝人員

#### 電影導演
- Manish Vatsalya
- 普加西哲
- Imtiaz Ali
- Neeraj Pandey
- Sushil Rajpal
- Tapan Sinha
- Satyen Bose (director)
- Ram Gopal Bajaj
- Ajit Pal Mangat
- Manish Jha
- Manjul Sinha
- Pritish Nandy
- Kabeer Kaushik

#### 男演員
- Aham Sharma
- Manish Vatsalya
- 苏萨·辛格·拉其普特
- Roshan Seth
- Ashok Kumar
- Shatrughan Sinha
- 曼努吉·巴帕依
- Akhilendra Mishra
- Santosh Kumar
- Abhimanyu Singh
- Anurag Sinha
- Adhyayan Suman
- Luv Sinha
- Pankaj Tripathi
- Shekhar Suman
- Sanjay Mishra (actor)
- Vinay Pathak
- Gurmeet Choudhary
- Vineet Kumar
- Narendra jha
- Rajesh Kumar (actor)
- Manoj Tiwari
- Pankaj Jha
- Dinesh Sharma
- Dushyant Sandil

#### 女演員
- Pooja Sharma
- Prachi Sinha
- Poonam Sinha
- 索納絲·辛哈
- Neha Sharma
- Sandali Sinha
- Shilpa Shukla
- Neetu Chandra
- Swati Sen
- Kaveri Jha
- Neelima Azeem
- Amardeep Jha
- Suhasini Mulay
- 絲瓦拉·巴斯卡
- Shilpa Singh
- Shreya Narayan
- 莉查·查達
- Anurita Jha
- Rati Pandey
- Ratan Rajput
- Sriti Jha
- Neha Sargam
- Richa Soni
- Ulka Gupta
- Chhavi Pandey

#### 歌手
- Kiran Ahluwalia
- Aditya Narayan
- 達雷爾·馬哈帝
- Sharda Sinha
- Manoj Tiwari
- Deepali Kishore
- Aishwarya Nigam
- Parmanand Singh
- Mika Singh

### 宗教界人士
- 釋迦牟尼
- Abhayanand
- J. K. Sinha
- Nikhil Kumar
- Acharya Kishore Kunal
- Randhir Prasad Verma
- Amitabh Thakur

### 商界人士
- Anil Agarwal
- Subrata Roy
- Aditya Jha
- Sanjay Jha
- Samprada Singh
- Anil Sharma
- Prabhakant Sinha